# Roca Ramp
La Roca Ramp es una roca de 32 m de altura, ubicada al oeste de las islas Willis y de la isla San Pedro, en el archipiélago de las islas Georgias del Sur, en aguas del Océano Atlántico Sur.
Es el punto extremo oeste del grupo de las Islas de San Pedro. Además, este accidente geográfico es uno de los puntos que determinan las líneas de base de la República Argentina, a partir de las cuales se miden los espacios marítimos que rodean al archipiélago.